# Neukirchen an der Enknach
Pour les articles homonymes, voir Neukirchen.
Neukirchen an der Enknach est une commune autrichienne du district de Braunau am Inn en Haute-Autriche.